# 5851 Inagawa
Az 5851 Inagawa (ideiglenes jelöléssel 1991 DM1) a Naprendszer kisbolygóövében található aszteroida. Shigeru Inoda és Urata Takesi fedezte fel 1991. február 23-án.